# میناس مورگول
میناس مورگول، در زبان سینداری به معنی برج جادوی سیاه که در گذشته با نام میناس ایتیل به معنی برج ماه بالا آمده مشهور بود، یک شهر خیالی در سرزمین میانی در رشته افسانه‌های جی. آر. آر. تالکین است.

## واژه شناسی
میناس ایتیل به نام‌های برج ماه، برج ماه بالا آمده و ماه-برج خوانده می‌شد. میناس مورگول هم به نام‌های شهر مرده و برج جادوگری معروف بود. واژهٔ میناس به معنی برج است. عبارت ایتیل یک عبارت شاعرانه برای اشاره به ماه در دنیای تالکین است چون سیل یا تیل به معنی چیزی است که با نور سفید یا نقره‌ای می‌درخشد.
عبارت گول به معنی «جادو» و مور به معنی «سیاه و تاریک» است.

## تاریخ

### دورهٔ دوم
پس از سقوط نومنور آنها که جان سالم به در بردند به سرزمین میانی پناه بردند. فرزندان الندیل، ایسیلدور و آناریون به گاندور رفتند. ایسیلدور در استان شرقی ایتیلین ساکن شد و آنجا شهر میناس ایتیل را نوار جنوبی در کوه‌های هم‌مرز با موردور ساخت. در این هنگام آناریون شهر دوقلوی میناس آنور را دورتر در غرب در آن سوی رود آندوئین ساخت. دو برادر هر دو تخت پادشاهی در اسگیلیاث، نخستین پایتخت گاندور داشتند.
ایسیلدور یک نهال درخت سپید نیملاث را بیرون خانه‌اش در میناس ایتیل کاشت و یکی از هفت سنگ پالانتیر را در برج نگه داشت. شهر دیوارهایی از مرمر سفید و سنگ‌هایی با یک لایهٔ نقره‌ای داشت تا نور ماه را بازتاب کنند.
سائورون که از سقوط نومنور جان سالم به در برده بود به موردور بازگشت اما کسی از بازگشت او باخبر نشد تا زمانی که به تبعیدی‌های نومنور یورش برد. نیروهای سیاهی در سال ۳۴۲۹ دورهٔ دوم نخست میناس ایتیل را گرفتند و درخت سپید را سوزاندند. اما ایسیلدور و خانواده اش توانستند به آندوئین فرار کنند تا از الندیل کمک بگیرند و دانهٔ درخت را هم با خود بردند. ایسیلدور، الندیل و آناریون توانستند شهر را پس بگیرند و به سمت شمال (موردور) پیش روند در این میان ایسیلدور پسران کوچکترش آراتان و سیریون را گذاشت تا مراقب میناس ایتیل باشند که سائورون از موردور به غرب فرار نکند.
در ۳۴۴۱ میناس ایتیل دوباره بازسازی شد اما این بار دانهٔ درخت سپید برای بزرگداشت آناریون که در جریان جنگ کشته شده بود در میناس آنور کاشته شد. میناس ایتیل و بقیهٔ گاندور به زیر فرمان منلدیل، پسر آناریون رفت.

### جنگ حلقه و دورهٔ چهارم

تصویر میناس مورگول در ارباب حلقه‌ها ساختهٔ پیتر جکسون

در دورهٔ چهارم میناس ایتیل که در درهٔ مورلگول بود سقوط که و جزئی از میناس مورگول شد. در جریان جنگ حلقه، میناس مورگول به عنوان مرکز عملیاتی شاه جادوگر به فعالیتش ادامه داد و نیروهایش را برای سائورون به پیش می‌فرستاد. سپاه اورک‌ها و غول‌ها (ترول‌ها) به اسگیلیاث یورش بردند و میناس تیریث را محاصره کردند.
هنگامی که سپاه غرب توانستند از میناس مورگول رد شوند و به مورانون، آخرین پایگاه دشمن برسند، پلی که به درهٔ مورگول منتهی می‌شد را سوزاندند. نیروهای آراگورن بدون مقاومتی از سوی دشمن پیش رفتند. شاه دل آمراث پیشنهاد کرد که از راه میناس مورگول به موردور یورش ببرند اما دیگران ترسیدند که نکند پلیدی دره باعث فراری شدن سپاهیان شود. گندالف هم منطقی دانست که حامل حلقه از راه مورگول به کوه نابودی برود در نتیجه بهتر است با حمله به مورگول توجه دشمن جلب نشود.
پس از جنگ حلقه و نابودی حلقهٔ یگانه وقتی آراگورن تاجگذاری کرد، فارامیر و همسرش ائووین شاه ایتیلین شد. آراگورن پیشنهاد داد که میناس ایتیل در درهٔ مورگول کاملاً نابود و پاکسازی شود. تالکین در داستان‌هایش روشن نمی‌کند که میناس ایتیل و اسگیلیاث آیا بازسازی می‌شوند یا خیر.